# تیمارگران (عثمانی)

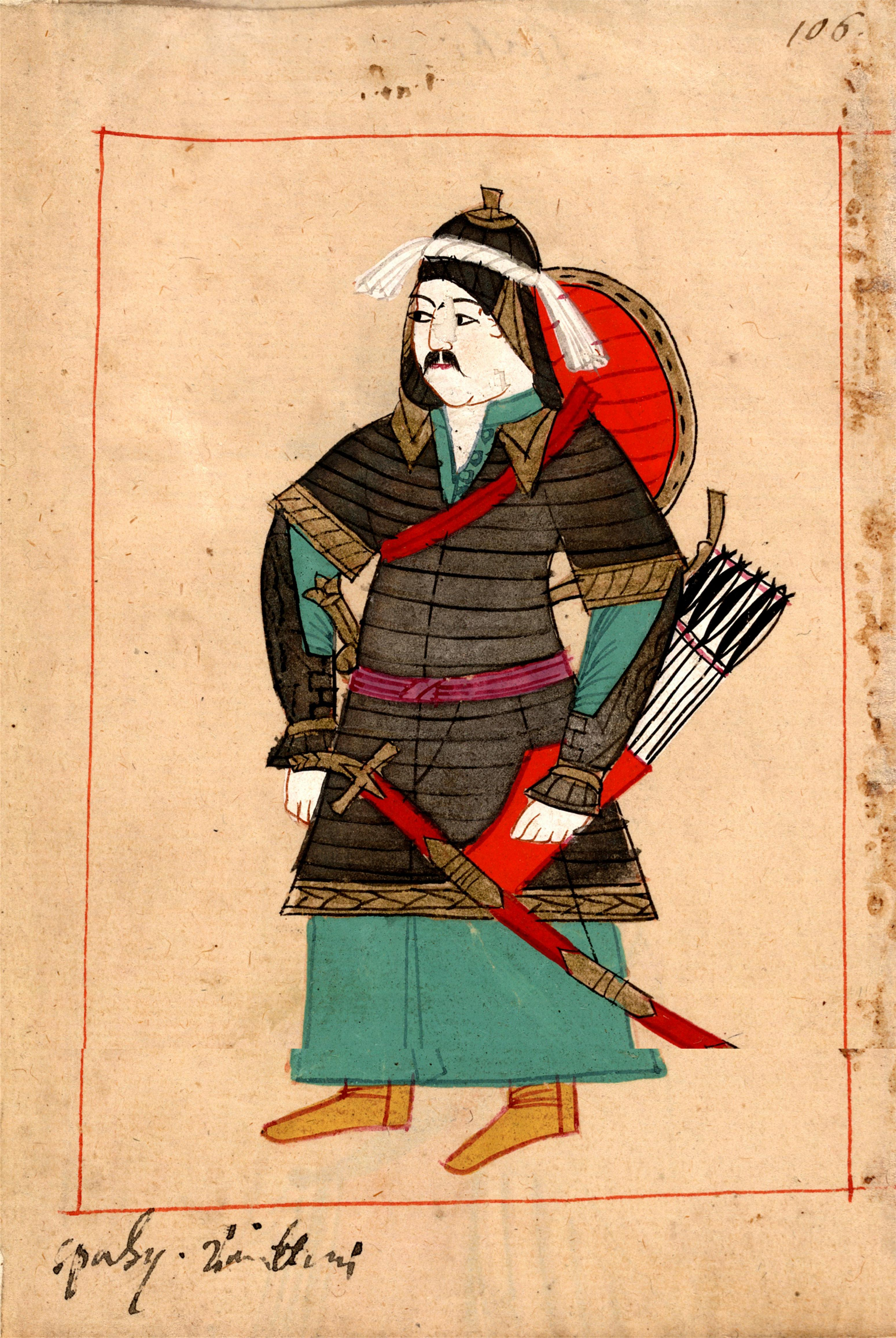
سپاهی

تیمارگر یا تیماردار (به ترکی: tımarlı) عنوانی بود که به سواره‌نظام سپاهی در ارتش عثمانی داده می‌شد. در ازای خدمات نظامی، هر تیمارگر قطعه‌ای از درآمد اراضی کشاورزی، موسوم به «تیمار» (نوعی تیول)، دریافت می‌کرد. این اراضی عمدتاً شامل زمین‌های کشاورزی تازه‌فتح‌شده در مناطق روستایی بودند.
هرچند کمتر رایج بود، اما گاهی سلطان تیمارهایی را به برخی از کارگزاران غیرنظامی دولت یا اعضای خاندان سلطنتی نیز اعطا می‌کرد. همچنین تیماردارانی که نظامی هم نبودند، موظف بودند سرباز و آذوقه لازم را برای ارتش سلطنتی فراهم کنند.
تیمارگرها ستون فقرات نیروی سواره‌نظام عثمانی و در واقع ارتش عثمانی را تشکیل می‌دادند. آنان موظف بودند که در زمان فراخوانی، به‌عنوان سواره‌نظام در ارتش عثمانی خدمت کنند. در زمان جنگ، تیمارگران می‌بایست به‌همراه سپاه حضور یافته و در زمان صلح نیز وظیفه رسیدگی و نگهداری از اراضی سپرده‌شده به او را بر عهده داشتند.
در دوران جنگ، تیمارگران موظف بودند تجهیزات جنگی خود را به همراه داشته باشند و علاوه بر آن، تعدادی نیروهای مسلح موسوم به جَبَلی (cebelu) نیز با خود بیاورند. تیمار به شرطی اعطا می‌شد که دارندهٔ آن با اسب و تجهیزات کامل در جنگ شرکت کند و شمار مشخصی سرباز یا ملوان (بسته به میزان درآمد زمین) برای ارتش فراهم آورد.
تیمارگر، علاوه بر مشارکت شخصی در جنگ با شمشیر خود، می‌بایست در ازای مبلغ معینی، تعدادی جَبَلی به‌عنوان جایگزین فراهم می‌کرد. این افراد ملزم بودند در زمین‌های تیمارگر ساکن شوند و از آن مراقبت کنند. در زمان فراخوان نظامی، تیمارگر افراد تحت امرش موظف بودند با زره کامل نظامی (cuirass) در محل تعیین‌شده حاضر شوند. در صورتی که تیمارگر از حضور در جنگ خودداری می‌کرد، تیمار او برای یک یا دو سال از وی گرفته می‌شد.
تیمارگران می‌بایست همراه با تجهیزات شخصی و تعداد مشخصی جَبَلی یا پیاده مجز به جنگ‌افزار در لشکرکشی‌ها حاضر شوند، که تعداد این همراهان با میزان درآمد زمین تیمار تناسب داشت. شمار تیمارگران ارتش عثمانی معمولاً بین ۵۰٬۰۰۰ تا ۹۰٬۰۰۰ نفر متغیر بود.
تیمارگرها زیر نظر سنجاق‌بیگ‌ها (سنجق‌بی‌ها) سازمان‌دهی می‌شدند که هرکدام بر گروهی از تیمارها حکومت می‌کردند. سنجاق‌بیگ‌ها خود تابع بیلربیگ‌ها (بیگلربیگ‌ها) بودند و در نهایت همگی تابع شخص سلطان بودند. این ساختار نیمه‌فئودالی به دولت عثمانی امکان می‌داد که در زمان نیاز، ارتشی بزرگ و منسجم از دل یک اقتصاد عمدتاً قرون‌وسطایی بسیج کند. این نظام استفاده از درآمد زمین‌های کشاورزی برای تأمین هزینه‌های نظامی، از نظام مشابهی در امپراتوری بیزانس و نیز دیگر دولت‌های خاور نزدیک پیش از دولت عثمانی تأثیر پذیرفته بود.
زمانی که عثمانی‌ها سرزمینی جدید را فتح می‌کردند، واگذاری تیمار به اشراف محلی آن سرزمین‌ها یک رویهٔ رایج بود. این سیاست موجب می‌شد تا اشراف بومی به ساختار حکومت عثمانی جذب شده و بار اجتماعی و نظامی ناشی از فتح کاهش یابد. نخستین گروه از تیمارهای اعطاشده در مناطق بالکان عمدتاً در اختیار مسیحیان بود؛ به‌طوری که در بازهٔ سال‌های ۱۴۶۷ تا ۱۴۶۹، حدود ۶۰٪ از تیمارگران در صربستان و ۸۲٪ در بوسنی از مسیحیان تشکیل می‌شد. با این حال، با گذشت زمان تیمارگران مسیحی یا از مقام خود خلع شدند یا به اسلام گرویدند و به‌تدریج از این ساختار حذف گردیدند.
مقام تیمارداری می‌توانست به ارث برسد، اما خودِ اراضی قابل‌ارث نبودند. این تدبیر به‌منظور جلوگیری از شکل‌گیری طبقه‌ای اشرافیِ زمین‌دار اتخاذ شده بود. تا پیش از صدور فرمانی در سال ۱۵۸۵ میلادی، تیمارها رسماً موروثی نبودند. دستیابی به مقام تیمارگری بسیار رقابتی و دشوار بود و افراد بسیاری برای تصاحب آن با یکدیگر رقابت می‌کردند.
افزون بر این، سیپاهی‌ها (سواره‌نظام تیمارگر) همواره در رقابت با قشر ینی‌چری (سپاه پیاده‌نظام ویژهٔ عثمانی) برای کسب نفوذ و کنترل در ساختار نظامی امپراتوری قرار داشتند.

## نقش تیمارگران در زمان صلح
در زمان صلح، از تیمارگران انتظار می‌رفت که اراضی واگذارشده به آنان را مدیریت و نگهداری کنند. این افراد مالک زمین‌ها نبودند؛ بلکه کلیهٔ اراضی کشاورزی که به‌عنوان املاک دولتی (مِیری) شناخته می‌شدند، می‌توانستند به‌صورت تیمار به آنان واگذار شوند. تیمارگرها در صورت صلاحدید سلطان می‌توانستند از مقام خود عزل شده یا به منطقه‌ای دیگر منتقل شوند.
با این حال، تیمارگها وظیفه داشتند که مالیات‌ها را جمع‌آوری کرده و دهقانان (رعایا) را مدیریت کنند. برای هر سنجق، قانون‌نامه‌ای (قانون‌نامهٔ سنجق) تنظیم شده بود که در آن میزان دقیق مالیات‌ها و خدماتی که تیمارگر  مجاز به دریافت آن‌ها بود، درج شده بود. دولت مرکزی قوانین را با دقت اجرا می‌کرد و در صورت تخلف، تیمارگران ممکن بود تیمار خود را از دست بدهد.
تیمارگران تلاش می‌کردند که دهقانان را در زمین‌های خود نگاه دارند و از آن‌ها خدمات خاصی همچون ساخت انبار یا طویله مطالبه می‌کردند. درآمد سالانهٔ حداکثری از یک تیمار معمولاً ۹٬۹۹۹ آقچه بود، اما بیشتر تیمارگران به این مقدار نزدیک نمی‌شدند. در دهه ۱۵۳۰ میلادی، حدود ۴۰ درصد از تیمارگرها کمتر از ۳٬۰۰۰ آقچه درآمد سالانه داشتند.
افسران بلندپایه‌تر، بسته به اهمیت مقام‌شان، ممکن بود زمین‌هایی با درآمد بیشتر از طریق نظام زعامت (ziamet) — با درآمدی تا ۱۰۰٬۰۰۰ آقچه — یا خاص (has) — با درآمدی بیش از ۱۰۰٬۰۰۰ آقچه — دریافت کنند.
تعداد نیروها و تجهیزات لازم برای همراهی تیمارگر در لشکرکشی‌ها وابسته به اندازهٔ درآمد تیمار بود. برای تیمارهایی با درآمد بالای ۴٬۰۰۰ آقچه، سپاهی (سیپاهی) می‌بایست همراه یک سرباز زره‌پوش باشد. برای هر ۳٬۰۰۰ آقچه اضافی در بالای ۱۵٬۰۰۰ آقچه، یک سرباز دیگر نیز باید تأمین می‌شد. در تیمارهایی با درآمد بالا، حتی اسب سیپاهی نیز می‌بایست با زره‌ای از فولاد نازک تجهیز می‌شد.
علاوه بر این، تأمین چادرهایی با کاربری‌های گوناگون نظیر خزانه، آشپزخانه، انبار زین‌افزار و غیره نیز برعهدهٔ تیمارگران بود. این نظام باعث می‌شد که تجهیزات و نیروی انسانی برای هر لشکرکشی پیشاپیش مشخص باشد و فرماندهان عثمانی تعداد دقیق نیروهای خود را برای بسیج بدانند.